# Bermudas nos Jogos Olímpicos de Verão de 1948
Bermudas participou dos Jogos Olímpicos de Verão de 1948 em Londres, Reino Unido.